# Erycia cinerea
Erycia cinerea là một loài ruồi trong họ Tachinidae.